# 8047 Akikinoshita
A 8047 Akikinoshita (ideiglenes jelöléssel 1995 BT3) a Naprendszer kisbolygóövében található aszteroida. Kobajasi Takao fedezte fel 1995. január 31-én.